# Linn Valley
Linn Valley és una població dels Estats Units a l'estat de Kansas. Segons el cens del 2000 tenia 562 habitants.

## Demografia
Segons el cens del 2000, Linn Valley tenia 562 habitants, 238 habitatges, i 178 famílies. La densitat de població era de 85,4 habitants/km².
Dels 238 habitatges en un 19,3% hi vivien nens de menys de 18 anys, en un 70,2% hi vivien parelles casades, en un 2,5% dones solteres, i en un 25,2% no eren unitats familiars. En el 19,3% dels habitatges hi vivien persones soles el 9,2% de les quals corresponia a persones de 65 anys o més que vivien soles. El nombre mitjà de persones vivint en cada habitatge era de 2,36 i el nombre mitjà de persones que vivien en cada família era de 2,67.
Per edats la població es repartia de la següent manera: un 19,9% tenia menys de 18 anys, un 5,2% entre 18 i 24, un 21,2% entre 25 i 44, un 32,7% de 45 a 60 i un 21% 65 anys o més.
L'edat mediana era de 48 anys. Per cada 100 dones de 18 o més anys hi havia 108,3 homes.
La renda mediana per habitatge era de 31.094 $ i la renda mediana per família de 34.500 $. Els homes tenien una renda mediana de 30.972 $ mentre que les dones 24.375 $. La renda per capita de la població era de 18.479 $. Entorn del 5,1% de les famílies i el 8,9% de la població estaven per davall del llindar de pobresa.

## Poblacions més properes
El següent diagrama mostra les poblacions més properes.